# لاري رايت (فنان الشارع)
لاري رايت (بالإنجليزية: Larry Wright)‏ هو فنان الشارع أمريكي، ولد في 1975.

## وصلات خارجية
- لاري رايت على موقع ميوزك برينز (الإنجليزية)